# Jean-Paul Comart
Jean-Paul Comart, né le 27 septembre 1953 à Tournai, est un acteur belge.

## Biographie
Après sa formation effectuée au Conservatoire royal de Bruxelles, où il obtient en 1978 un premier prix avec la plus grande distinction, il entame une carrière théâtrale, intégrant à partir de 1977 la distribution de créations du Rideau de Bruxelles puis du Théâtre national de Belgique.
En 1979, il interprète son premier rôle au cinéma dans Prune des bois du réalisateur belge Marc Lobet, pour qui il joue encore dans Meurtres à domicile.
Installé à Paris, sa nomination pour le César du meilleur espoir masculin pour son rôle du Belge dans le film La Balance, lui ouvre les portes du cinéma français. Il tourne dans de nombreux films pour le cinéma et la télévision sans cependant renoncer au théâtre.

## Filmographie

### Cinéma
- 1979 : Prune des bois de Marc Lobet
- 1982 : Meurtres à domicile de Marc Lobet : Inspecteur Willemsen
- 1982 : La Balance de Bob Swaim : Le belge
- 1982 : Mortelle Randonnée de Claude Miller
- 1983 : Vous habitez chez vos parents ? de Michel Fermaud : Georges
- 1985 : Scout toujours… de Gérard Jugnot : L'aumônier
- 1985 : Fumeurs de charme, court métrage de Frédéric Sojcher
- 1986 : Je hais les acteurs de Gérard Krawczyk : Bizzel
- 1986 : Paris minuit de Frédéric Andréi : Alexis
- 1986 : États d'âme de Jacques Fansten : un nouveau pauvre
- 1987 : Carnaval de Ronny Coutteure : Robert
- 1987 : Club de rencontres de Michel Lang : Bernard Lognon
- 1988 : La Vie et rien d'autre de Bertrand Tavernier : Fagot
- 1990 : Tumultes de Bertrand Van Effenterre : Yves
- 1990 : Un été après l'autre de Anne-Marie Étienne : Francis
- 1991 : Lola Zipper de Ilan Duran Cohen : Gérard
- 1991 : Requiem pour un fumeur, court métrage de Frédéric Sojcher (nouveau montage de Fumeurs de charme)
- 1991 :  L.627 de Bertrand Tavernier : Dodo
- 1993 :  Un crime de Jacques Deray : l'assistant
- 1994 : L'Appât de Bertrand Tavernier : Michel
- 1996 : XY, drôle de conception de Jean-Paul Lilienfeld : Paul
- 1996 :  Amour et Confusions de Patrick Braoudé
- 1997 :  Bruits d'amour de Jacques Otmezguine : Marc
- 1999 :  Un chat dans la gorge de Jacques Otmezguine : L'inspecteur
- 2000 : Regarde-moi de Frédéric Sojcher
- 2003 :  Chouchou de Merzak Allouache : Le commissaire Molino
- 2009 :  La Guerre des miss de Patrice Leconte : Le présentateur de l'élection des miss
- 2009 :  Welcome de Philippe Lioret : Le gradé chez Simon
- 2009 : Climax, court métrage de Frédéric Sojcher : le producteur
- 2012 : Le Magasin des suicides de Patrice Leconte : Le Sauveteur, Le Suicidaire du Pont
- 2014 : La prochaine fois je viserai le cœur de Cédric Anger : Père Franck
- 2014 : Une heure de tranquillité de Patrice Leconte : le disquaire
- 2015 : Les Révoltés de Simon Leclere : Denis
- 2015 : Les Amitiés invisibles de Christoph Hochhäusler : Jaali
- 2022 : Maigret de Patrice Leconte : Albert Janvier

### Télévision
1981 :  Les roues de la fortune de Teff Erhat : Romain
- 1985 : Via Mala de Tom Toelle : Georg Gumpers
- 1986 : La Gageure des trois commères dans la Série rose de Michel Boisrond : Guillot
- 1987 : Marc et Sophie, épisode Certains l'aiment chiot : Georges
- 1990 : Le Gorille, épisode La peau du Gorille : Soufflant
- 1990 : La Porte d'or de Michel Vianey : L'avocat de David
- 1992 : Sabine j'imagine de Dennis Berry : Royer
- 1993 : Jenny Marx, la femme du diable de Michel Wyn : Friedrich Engels
- 1993 : Pour demain de Fabrice Cazeneuve : Antoine
- 1994 : Julie Lescaut épisode 3, saison 3 : La mort en rose, d'Élisabeth Rappeneau : Santi
- 1995 : Carreau d'as de Laurent Carcélès : Le Lorrain
- 1995 : Cœur de père de Agnès Delarive : Yves
- 1996 : Le Neuvième jour de David Delrieux : Frantz Hartmann
- 1996 : La peau du chat de Jacques Otmezguine : L'inspecteur
- 1996 : Saint-Exupéry : La Dernière Mission de Robert Enrico : Guillaumet
- 1996 : Le Rêve d'Esther de Jacques Otmezguine : Dr. Gaudin
- 1996 : La Femme de la forêt de Arnaud Sélignac : Julien
- 1997 : Le Pantalon d'Yves Boisset : Lt. André
- 1997 :  Joséphine Ange Gardien - Le miroir aux enfants de Dominique Baron : Richard
- 1997 : Quai numéro un, épisode Le père Fouettard : Michel Fournier
- 1997 : Docteur Sylvestre, épisode Un esprit clairvoyant : Gilles
- 1997 : Aventurier malgré lui de Marc Rivière : Godard
- 1998 : Week-end ! de Arnaud Sélignac : François
- 1998 : Les pédiatres (série) : Dr. Franck Holm
- 1999 : Sam de Yves Boisset : Martin
- 2000 : Julien l'apprenti de Jacques Otmezguine : Angelo
- 2002 : La Deuxième Vérité de Philippe Monnier : Commissaire Morini
- 2002 : Qui mange quoi ? de Jean-Paul Lilienfeld : Marc Lantier
- 2002 : La Victoire des vaincus de Nicolas Picard : Louis
- 2003 : De soie et de cendre de Jacques Otmezguine : Henri Maurel
- 2003 : Blandine l'insoumise, épisode La mésange et la Bétrazine : William Schattuck
- 2003 : Les Cordier, juge et flic, épisode Le chien de Charlotte : Philippe Koenig
- 2004 : Qui mange quand ? de Jean-Paul Lilienfeld : Marc Lantier
- 2005 : Le Temps meurtrier de Philippe Monnier : Louis
- 2005 : Trois femmes flics (série) : Inspecteur Miller
- 2005 : Commissaire Valence, épisode Le môme : Georges Vaillant
- 2006 : Le Sanglot des anges de Jacques Otmezguine : Vals
- 2006 : Alice Nevers, le juge est une femme, épisode Cas de conscience : Castel
- 2008 : La Reine et le Cardinal de Marc Rivière : Louis XIV à 51 ans
- 2009 : Nicolas Le Floch, épisode L'affaire Nicolas Le Floch : Morande
- 2010 : En Apparence de Benoît d'Aubert : L'inspecteur Guérault
- 2010 : Les Fausses Innocences de André Chandelle : Dr André Stembert
- 2011 : Louis XVI, l'homme qui ne voulait pas être roi de Thierry Binisti : Vergennes
- 2011 : Amoureuse de Nicolas Herdt : Berthelin
- 2011 : Julie Lescaut, épisode Pour solde de tous comptes : Delerme
- 2012 : Interpol, épisode L'inconnu de Prague
- 2012 : Assassinée de Thierry Binisti : Lieutenant Morand
- 2014 : La Loi de Christian Faure : Pierre Juillet
- 2015 : L'Homme de la situation (épisode 3) de Stéphane Kappes
- 2015 : Candice Renoir, épisode La colère est aveugle : Pierre Dituci
- 2025 : Des vivants de Jean-Xavier de Lestrade : père de Marie

### Doublage
- 2023 : Final Fantasy XVI : voix additionnelles[1]

## Théâtre
- 1977 - 1980 : Fait partie de la troupe du Théâtre du Rideau de Bruxelles
- 1980 : L'Avare de Molière, mise en scène André Debaar
- 1987 : Aller-retour, Théâtre de la Tempête
- 1988 : Woyzeck de Georg Buchner, mise en scène Daniel Benoin
- 1992 : Tartuffe de Molière, mise en scène Micheline Hardy
- 1994 : Les Libertins, mise en scène Roger Planchon, Théâtre national de Chaillot
- 1997 : Le Faiseur de Honoré de Balzac, mise en scène François Petit
- 1998 : Une fille de Dublin, mise en scène John Barlowe, Espace Cardin
- 1999 : Closer, mise en scène Adrian Brine
- 2007 : Démocratie, mise en scène Jean-Luc Tardieu
- 2010 - 2012 : Henri IV, le bien-aimé de Daniel Colas, mise en scène de l'auteur, Théâtre des Mathurins, tournée
- 2018 : Michel-Ange et les fesses de Dieu de Jean-Philippe Noël, mise en scène Jean-Paul Bordes, théâtre 14
- 2022 - 2023 : Votre Maman de Jean-Claude Grumberg mise en scène Wally Valerina Baieux au Studio Hébertot

## Distinctions
- César 1983 : nomination au César du meilleur espoir masculin pour le rôle du Belge dans La Balance de Bob Swaim
- Molières 2018 : nomination au Molière du comédien dans un second rôle pour Michel-Ange et les Fesses de Dieu